# Шабачка библиотека
Библиотека шабачка је матична установа за све библиотеке на подручју осам општина Мачванског округа. Осим редовне делатности, задужена је и за заштиту старе и ретке књиге.
Данас је Библиотека смештена у згради Владичиног конака, који је саграђен 1854. године и представља један од најрепрезентативнијих објеката у граду. Користи простор од 1703 m² и има 31 радника, од којих 21 припада категорији стручних. 

## Прошлост
Читалиште шабачко почело је са радом 29. септембра 1847. године, по старом календару. Прва опредељена кућа за Читалиште, преко ћуприје лежећа, налазила се на Баиру, негде испред данашње Тржнице. Почетак рада обећавао је успех: уписује се 200 чланова, прота Јован Павловић из личне библиотеке дарује 52 књиге, др Антон Гродер 20 књига, а подарцима, са професорима Гимназије, епископом Мелентијем Марковићем и начелником Добросавом Здравковићем, у опремању Читалишта учествују и други угледни грађани Шапца.
1928, основана Шабачка народна књижница и читаоница (ШНКЧ), а потом је рад обновљен у децембру 1944. године.
Временски оквир од 1847. године, кад Читалиште шабачко почиње са радом 29. септембра у кафани Андре Нешића, до данашње Библиотеке шабачке у Владичанском двору, само је један у низу српског библиотекарства, са успонима и падовима, у више од 160 година трајања на нашим просторима, времена већ вековног. У том физичком и временском простору организационо смо били Читалиште, Читаоница, Књижница, Библиотека (окружна, општинска, матична). Овај просторни и временски оквир садржи свакодневна догађања, промене, настајања и нестајања (у Првом светском рату изгорео је сав библиотечки фонд заједно са својим склоништем - кафаном Јелен на Баиру). 
У традицију и културу Библиотеке шабачке уграђени су напори људи чија имена чувамо: прота Јован Павловић, Дамјан Маринковић, Милорад Поповић Шапчанин, бројни шабачки професори, посебно Љуба Павловић и Жика Поповић, доктор Михаило Дуњић, добротвори, вољни и невољни: трговац Јоца Јовановић и Даница Грујић.

## Награде и признања
Орден рада са црвеном заставом, Златна плакета СО Шабац, Октобарска награда града Шапца, Републичка награда „Милорад Панић-Суреп“.